# Herbert Steininger (Philosoph)
Herbert Steininger (* 24. August 1927 im Landkreis Kreuzburg O.S.; † 11. April 2013 in Berlin) war ein deutscher Philosoph.

## Leben
Er absolvierte die Ausbildung zum Neulehrer (1946–1947). Seit 1947 war er SED-Mitglied. Er war Lehrer (1947–1950) und Bezirksschulrat in Frankfurt an der Oder (1952–1954). Er lehrte als Dozent (1964) und Professor (1966–1990) für Philosophie an der Humboldt-Universität zu Berlin.

## Schriften (Auswahl)
- Was ist Freiheit?. Berlin 1967, OCLC 73883095.
- Dialektik, Wissenschaft und Waffe. Berlin 1967, OCLC 41668349.
- Was nützt mir Philosophie? Berlin 1984, OCLC 252425581.
- Einführung in Lenins Schrift Die proletarische Revolution und der Renegat Kautsky. Berlin 1988, ISBN 3-320-01049-2.